# Rezerwat przyrody Osiny
Rezerwat przyrody Osiny – torfowiskowy rezerwat przyrody w gminie Warlubie, w powiecie świeckim, w województwie kujawsko-pomorskim, w pobliżu miejscowości Osiny.
Został powołany Zarządzeniem Ministra Leśnictwa i Przemysłu Drzewnego z 26 stycznia 1962 roku. Zajmuje powierzchnię 21,30 ha (akt powołujący podawał 21,91 ha). Według aktu powołującego, rezerwat utworzono w celu zachowania ze względów naukowych i dydaktycznych śródleśnego torfowiska wysokiego z charakterystycznym zespołem roślinności torfowiskowo-bagiennej.
Rezerwat leży na terenie podlegającym Nadleśnictwu Osie, stanowiącym zatorfioną odnogę jeziora Łąkosz wśród sfalowanego pola sandrowego. Przeważają torfowiska wysokie i przejściowe. Występujący tu zespół leśny zaliczany jest do olsu torfowcowego, a w drzewostanie dominuje olsza czarna, brzoza omszona i sosna zwyczajna. Do występujących tu roślin rzadkich i chronionych należą m.in. rosiczka okrągłolistna, przygiełka brunatna czy bagnica torfowa.
Wokół rezerwatu wyznaczono otulinę o powierzchni 65,08 ha. Obszar rezerwatu podlega ochronie ścisłej.